# Toribio Martínez Cabrera
Toribio Martínez Cabrera (13 de Abril de 1874 – 23 de Junho de 1939) foi um soldado espanhol que lutou na juventude contra os rebeldes na Guerra de Independência Cubana (1895-1898). Após regressar a Espanha, ascendeu gradualmente na hierarquia. Permaneceu leal à República durante a Guerra Civil Espanhola (1936-1939) e foi nomeado Chefe do Estado-Maior. Após a derrota do Exército do Norte em 1937, foi capturado e preso, mas posteriormente libertado e nomeado comandante de Madrid. Foi capturado no final da guerra civil e executado.

## Primeiros anos
Toribio Martínez Cabrera nasceu em Andiñuela, no município de Santa Colomba de Somoza, Leão, em 13 de Abril de 1874. Os seus pais eram Vicente Martínez Crespo e Juana Cabrera Fernández. Aos 18 anos, ele se voluntariou para o exército e em 24 de agosto de 1892 tornou-se um soldado no 4º Batalhão de Artilharia de Ferrol, Galiza. Em 1894, ele entrou na Academia de Infantaria em Toledo, e em 21 de Fevereiro de 1896 se formou como segundo-tenente da infantaria.
Martínez Cabrera foi designado para o 54º Regimento de Infantaria de Luzón, baseado em Lugo. O regimento foi enviado para Cuba, onde chegou em 6 de Setembro de 1896. Ele participou de várias batalhas na Guerra de Independência Cubana, incluindo a de Asiento el Viejo e Santa Rita em 31 de Maio de 1897, pela qual foi condecorado com a Medalha de Mérito Militar. Em 30 de Julho de 1897, ele deixou Cuba no navio-correio Alfonso XIII, chegando à Corunha em 13 de Agosto de 1897. Em 1º de Setembro de 1897, ele ingressou na Escola Superior de Guerra (Escuela Superior de la Guerra), onde permaneceu até 1903, sendo designado para vários regimentos em diferentes partes da Espanha. Ele casou-se com María Pilar Cabrera y García em 1898.

## Oficial sénior
Após completar seus estudos em 1903, Martínez Cabrera foi promovido a capitão e designado para a comissão de mapeamento militar em Cáceres, onde permaneceu até 1906, quando se tornou professor na Escola Superior de Guerra. Foi promovido a comandante em 28 de Novembro de 1911. Em 1920, foi tenente-coronel, designado para o Governador Militar de Huesca e, em seguida, para a Capitania Geral da Primeira Região. De 1921 a 1922, foi Governador Civil de Badajoz. Foi então designado para o estado-maior da 12ª Divisão e feito secretário do Governador Militar da Biscaia. Em 4 de Julho de 1927, foi nomeado Chefe do Estado-Maior da 15ª Divisão e secretário do Governador Militar da Corunha.
Martínez Cabrera foi promovido a Coronel em 1929 e designado para o governo militar de Ferrol. Em 1931, foi colocado como responsável pelos estudos na Escola Superior de Guerra. Foi promovido a Brigadeiro-General em 1934 e nomeado Chefe do Estado-Maior da Inspetoria. Naquele ano, organizou um grande exercício militar nas montanhas de León com 20.000 participantes, incluindo o General Francisco Franco.

## Guerra Civil Espanhola
Quando a Guerra Civil Espanhola começou em Julho de 1936, Martínez Cabrera era o Governador Militar da base naval de Cartagena. Ele foi um dos poucos generais de brigada a permanecer leal à República e a ser utilizado ativamente no exército republicano. Ele impediu que a base caísse nas mãos dos rebeldes. Em 20 de Novembro de 1936, foi nomeado Chefe do Estado-Maior com sede em Valência. O primeiro-ministro Francisco Largo Caballero o nomeou para este cargo no lugar do comunista Manuel Estrada Manchón. Como Chefe do Estado-Maior, Martínez Cabrera foi submetido a interrogatório após a perda de Málaga em Janeiro de 1937. Ele foi colocado sob as ordens diretas do Ministro da Defesa Nacional após a sua libertação. Kirill Meretskov , futuro marechal e chefe do Estado-Maior do Exército Vermelho, foi nomeado conselheiro de Martínez Cabrera. Em Fevereiro de 1937, Martínez Cabrera autorizou a Coluna Anarquista Marato a formar uma brigada composta apenas por seus membros. Nesse sentido, ele contornou ou desafiou Meretzkov.
Em 8 de Março de 1937, os italianos iniciaram um avanço no setor de Guadalajara, que a princípio superou toda a resistência. Os ministros do governo comunista Vicente Uribe e Jesús Hernández Tomás exigiram a renúncia de Martínez Cabrera. O avanço foi contido, mas Martínez Cabrera foi substituído. Após a queda de Gijón em 21 de Outubro de 1937, o último reduto no norte, Martínez Cabrera foi preso e acusado de traição pelas autoridades republicanas, assim como os generais José Asensio Torrado e Fernando Martínez-Monje. Todos os três foram posteriormente considerados inocentes e foram libertados. Martínez Cabrera foi nomeado governador militar de Madrid em Dezembro de 1938 pelo governo de Juan Negrín no lugar do General aposentado Manuel Cardenal Dominicis. Em Março de 1939, ele apoiou o golpe do Coronel Segismundo Casado, que o nomeou subsecretário do Conselho de Defesa Nacional (Consejo Nacional de Defensa). Com o colapso da República no final de Março, ele se recusou a fugir do país. Ele foi brutalmente espancado e preso pela Polícía Armada em Valência e executado pela polícia militar em Paterna em 23 de Junho de 1939.